# Der Wahrheitsfinder
Der Wahrheitsfinder ist ein Roman von Donald Antrim. Er ist 2000 in New York unter dem Titel The Verificationist und 2015 in Deutschland erschienen. Er beschreibt den sich steigernden Realitätsverlust einer Gruppe von Psychologen im Laufe eines gemeinsamen Abends.

## Inhalt
Der Roman ist der Bericht über eine lange Nacht, in welcher der mittelalte Psychologe Tom eine Gruppe von Kollegen zu einem Gespräch über berufliche Themen in ein Pancake-Restaurant eingeladen hat. Bevor der mehr bösartige als witzige Protagonist beginnen konnte, die Anwesenden mit Toastscheiben zu bewerfen, wird er von einem Kollegen von hinten mit den Armen umfasst, hochgehoben und den Rest des Abends auf diese Weise ruhiggestellt. Er befreit sich aus dieser Umklammerung durch eine sich steigernde, ausufernde Halluzination, er fliege unter der Decke des Restaurants umher. Der Roman ist Toms Bericht an den Leser über seine Beobachtungen, Vermutungen und Assoziationen, die um seine Kollegen, die Treue seiner Frau und die Verführung einer jungen Kellnerin kreisen.

## Erzählweise
Alle Erkenntnis erscheint von Anfang an zweifelhaft. Bernhardt, der Tom tragend fesselnde Kollege, ist zugleich ein Richard, etwas Verlockendes und schwer Vorstellbares ist zugleich sein Gegenteil, der herumfliegende Tom befindet sich „nicht furchtbar hoch über dem Fußboden“, aber nur einen Satz danach ebenso gut „ziemlich hoch über dem Fußboden“.
So schwankend wie die Bewertungen der äußeren Wirklichkeit sind auch Toms Gefühle. Eine intensiv gefühlte Sympathie dauert nur „einen Augenblick lang“, Toms Stimmungen wechseln von einem Moment zum nächsten und da er sich auch über seinen Appetit nicht im Klaren ist, wird seine Bestellung bei der jungen Kellnerin zu einem „inneren“ Drama.
Diese Ungewissheit der Welt wird aus Sicht des Psychologen zur Aufgabe der Entschlüsselung geheimer Botschaften und Symbole. Die ganze Welt ist nur eine schimmernde Folie über den eigentlichen Absichten. „In meinem Beruf ist es wichtig, solche Zeichen zu studieren“, sagt Tom. Wie die Beteiligten sich an diesem Abend verhalten und was sie sagen, steht oft für etwas anderes und meistens für ein kaum verborgenes sexuelles Begehren.
So wird auch der Protagonist Tom von seinen Kollegen mit der gleichen skeptischen Aufmerksamkeit beobachtet, wie er sie lauernd analysiert. Sie kennen ihn als jemanden, der gesellschaftliche Umgangsformen ignoriert, sie mit Essen bewirft und mit Wasser bespuckt. Er verhält sich im Restaurant wieder so durchgeknallt, dass sie ihn wie einen auf mehrere Weisen gestörten Patienten beschreiben, für den eine lebenslange Einweisung nicht allzu fern liege. „Schaut hin und lernt“, kommentiert einer der älteren Psychologen.
Die oft im psychologischen Jargon abgehandelten Themen oder Sequenzen sind assoziativ kreisend verknüpft, lassen sich in einem Gedankenexperiment weitgehend in der Reihenfolge vertauschen und zeigen daher kaum innere Entwicklung. Aber in der zentralen Dimension der zweiten Wirklichkeit gibt es eine Veränderung: Zunächst ist der Verlust des Bodens eine auch Tom immer wieder bewusste Halluzination, die von den anderen Gästen nur beobachtend miterlebt wird. Dann aber beginnen sie sich so zu verhalten, als wäre der unter der Decke herumfliegende Tom auch für sie eine Realität: „... die Psychologen duckten sich“ vor dem vorbeihuschenden Tom. Oder: „‚Was war das?‘, fragte Leslie Constants Stimme mit dem englischen Akzent, als ich am Aquarium vorbeischoss ...“. Schließlich schweben auch mehrere aus der Psychologengruppe über den Tischen.
Die zweite Wirklichkeit in dieser Versammlung der Wahrheitsfinder durchsetzt allmählich die eigentliche und innerhalb der zweiten Ebene entwickelt sich später noch eine dritte Ebene neuer Fantasien ... Tom ist zweifellos ein unzuverlässiger Erzähler, aber schon zur ersten Ebene der Erzählung gehört seine die ganze Nacht dauernde Umklammerung durch Bernhard – die Abgedrehtheit der ganzen Gruppe ist daher als Basisannahme verifiziert.
Das Pancake-House liegt in einer amerikanischen Ostküstenstadt am Rand eines aufgegebenen Flugplatzes, von dem eigentlich nur noch Bastler ihre knatternden Kleinflugzeuge ferngesteuert abheben lassen. Im symbolischen Spiel der Orte lässt Antrim gerade von hier eine schließlich kollektive Parallelwelt dieser Gruppe von Spezialisten aufsteigen, die ihren Patienten eigentlich helfen sollten, den Kontakt zur Realität wiederzufinden. Und zu diesem Spiel gehört, dass der Protagonist bei seinem Flug unter der Decke des Restaurants das hell erleuchtete pyramidenförmige Dach des städtischen Krankenhauses sich allmählich nähern sieht, bis seine Kollegen ihn auf den letzten Seiten dorthin in die Intensivstation verabschieden.

## Interpretation
Dieser konzentrierte Roman von nur 200 Seiten wird von der Textur eines professionellen Scheiterns durchwirkt. Der Wahrheitsfinder Tom und seine Kollegen verirren sich in disparaten Realitäten. Das meint direkt den Berufsstand der Psychologen und auch den der amerikanischen Philosophen mit ihrer Beschwörung multipler Welten (Saul Kripke, David Lewis usw.).
Verschwörungstheorien haben heute Konjunktur und in ihren Echowelten wird die Forderung nach einer plausiblen Verifikation (The Verificationist lautet der amerikanische Titel) schon als Element einer weiteren Verschwörung denunziert. Im Kontext der neuesten amerikanischen Kulturgeschichte wird inzwischen über den Zerfall der Hegemonie in nicht einmal mehr konkurrierende, sondern in parallel nebeneinander wuchernde Narrative geschrieben.
Antrims amerikanischer Schriftstellerkollege George Saunders  nannte es in der New York Times „a Freudian free-for-all“ und “Antrim’s unsung masterpiece”. Er betont in seinem Vorwort zu der vorliegenden Ausgabe eine Absichtslosigkeit dieses Romans, die für ihn das Merkmal der besten Erzählliteratur sei.